# The Old Shit
The Old Shit é o álbum de compilação do artista Basshunter. Ele foi lançado para a Internet em 2006.

## Lista de faixas
| #   | Título                                   |
| --- | ---------------------------------------- |
| 1.  | "Har kommer Lennart"                     |
| 2.  | "Counterstrike the Mp3"                  |
| 3.  | "Smells Like Blade"                      |
| 4.  | "Stay Alive"                             |
| 5.  | "Storm of Fantasy"                       |
| 6.  | "The Celtic Harmony & The Chilling Acid" |
| 7.  | "The Night"                              |
| 8.  | "T-Rex [Jurassic Park]"                  |
| 9.  | "Waiting for the Moon"                   |
| 10. | "MoonTrip"                               |